# Bogdan Franczyk

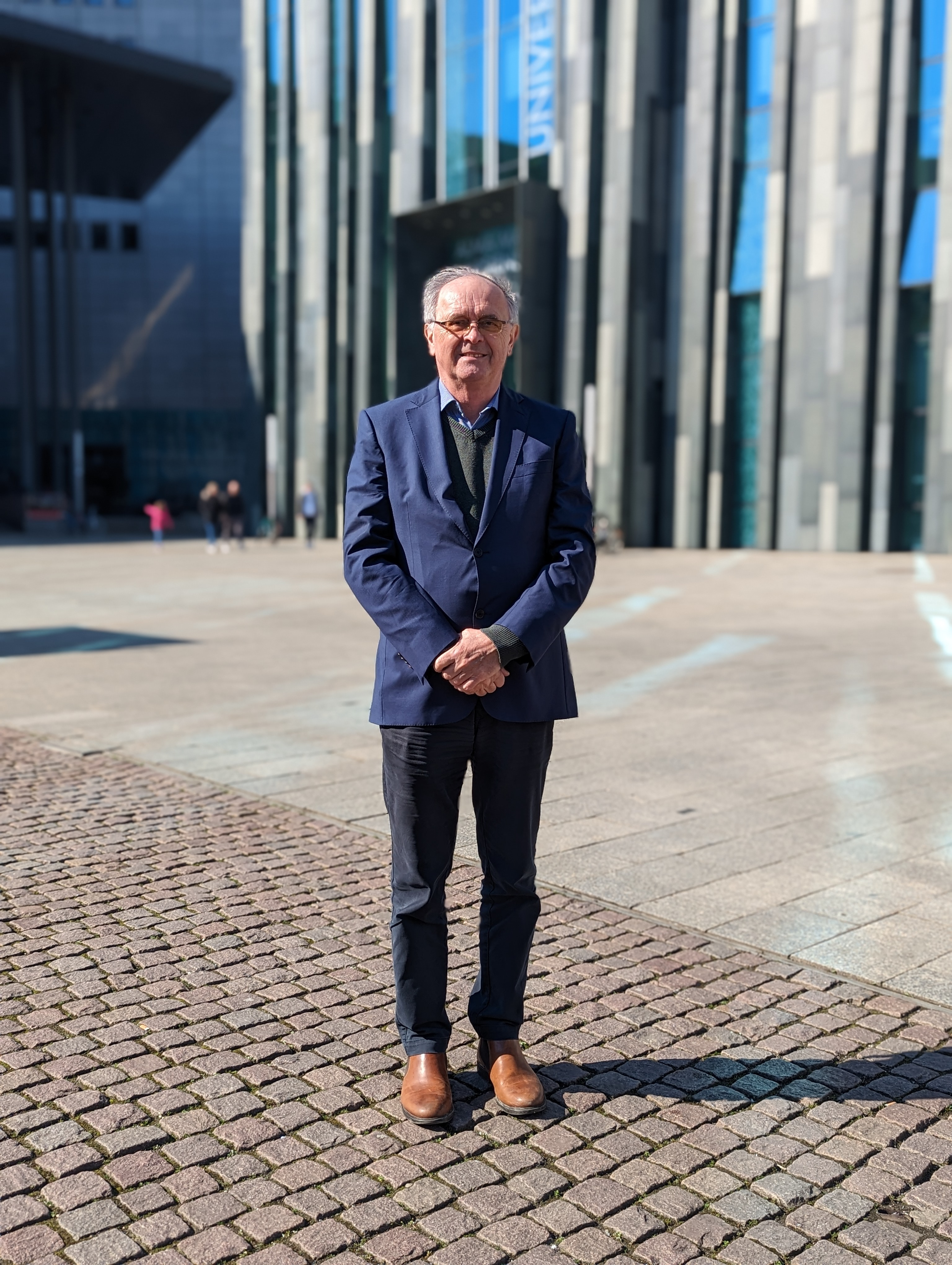
Bogdan Franczyk (2023)

Bogdan Franczyk (* 6. Dezember 1955 in Lwówek Śląski in Polen) ist ein polnisch-deutscher Informatiker und Hochschullehrer. Er ist Professor für Informationsmanagement am Institut für Wirtschaftsinformatik der Universität Leipzig und Professor für Informationssysteme an der Wirtschaftsuniversität Breslau.

## Leben
Bogdan Franczyk ist mit Maria Franczyk verheiratet und hat zwei Kinder.
Nach seinem Studium der Automatisierungs- und Elektrotechnik an der Universität Zielona Góra kam er mit einem dreijährigen Promotionsstipendium von der damaligen Volksrepublik Polen nach Thüringen in die damalige DDR. 1985 wurde Franczyk von der Technischen Universität (TU) Ilmenau im Themengebiet biomedizinischer Kybernetik mit der Gesamtnote summa cum laude zum Doktor der Ingenieurwissenschaften promoviert. Gegenstand seiner Dissertation sind „Untersuchungen zur topologischen Modellierung des Zustandes des Herz-Kreislauf-Systems und ihrer Nutzung in der klinischen Intensivüberwachung“. Im Jahr 1998 folgte seine Habilitation von der TU Ilmenau mit dem Thema „Ein Beitrag zur Entwicklung großer Softwaresysteme in objektorientierten Softwareproduktionssystemen“. Aus Thüringen fuhr er nach Nordrhein-Westfalen, an die Universität Duisburg-Essen, wo er von 1997 bis 2002 am Institut für Informatik angestellt war. Heute arbeitet Bogdan Franczyk u. a. an der Universität Leipzig als stellvertretender Direktor des Instituts für Wirtschaftsinformatik.

## Wissenschafts- und Wirtschaftsförderung
Franczyk ist Organisator zahlreicher wissenschaftlicher Veranstaltungen, darunter Workshops, Konferenzen und Programmausschüsse.
Er hat die “Net.Object Days” (NODe), eine der größten Konferenzen für objektorientierte Softwareentwicklung, initiiert und geleitet. Zudem ist er Gründer und Vorsitzender des Vereins „Smalltalk and Java in Industry and Education“ (STJA), durch den er die Zusammenarbeit von wissenschaftlichen Einrichtungen und der Industrie aktiv unterstützt. Durch seine Initiative ist auch das Logistics Living Lab entstanden, das Logistik-Labor der Universität Leipzig. Bogdan Franczyk initiiert maßgeblich den Austausch zwischen Forschern aus Polen und Deutschland, u. a. in seiner Funktion als Mitglied der Gesellschaft für Informatik. Er hat eine Ehrenprofessur für Informatik an der Universität Zielona Góra inne und war Gastprofessor am Institut für Informations- und Kommunikationstechniken an der australischen Swinburne University of Technology.
Franczyk ist Mitglied des Vorstands im Netzwerk Logistik Leipzig/Halle und seit 2017 Vorsitzender des Vorstands des Instituts für Angewandte Informatik (InfAI). Das InfAI stellt das größte sächsische Forschungs- und Transferinstitut im Softwarebereich dar, mit den Forschungsschwerpunkten Big Data / Smart Data, Logistik, Data Analytics, Biomedizinische und technische Prozessmodellierung, Energiewirtschaft und Dienstleistungsforschung. Bekannt geworden ist Franczyk durch seine Forschungsbeiträge in den Bereichen Software Engineering in großen e-Business Software Systemen, agentenbasierten e-Negotiation Systemen und dem Einsatz von Big Data u. a. im Rahmen des BMBF-Kompetenzzentrums „SCAlable Data Services“ (SCADS). Aus diesen Arbeiten sind Fachbücher und mehr als 140 Publikationen entstanden, sowie die Betreuung zahlreicher Dissertationen.
Die berufliche Karriere von Bogdan Franczyk resultiert neben seinen wissenschaftlichen Aktivitäten ebenso aus der Anwendung seiner Erkenntnisse in der Wirtschaft. Er ist Fachberater und Forschungsleiter bei mehreren führenden deutschen und amerikanischen Informatikfirmen. Im Rahmen nationaler sowie internationaler Forschungs- und Industrieprojekte sind unter aktiver Mitgestaltung Franczyks neue Software-Standards entstanden, wie das Adaptive Services Grid.
Mit Wirkung Oktober 2024 wird Franczyk für sein herausragendes Engagement an der Universität Leipzig zum Seniorprofessor ernannt. Hierdurch kann er nach dem Einritt in den offiziellen Ruhestand weiterhin aktiv in Forschung und Lehre tätig sein und seinen reichen Erfahrungsschatz in die Alma Mater Lipsiensis einbringen.